# Stugutjärnen (Revsunds socken, Jämtland, 697002-148740)
Stugutjärnen är en sjö i Bräcke kommun i Jämtland och ingår i Ljungans huvudavrinningsområde.